# ۱۱۱۱ (خورشیدی)
۱۱۱۱ هزار و صد و یازدهمین سال هجری خورشیدی است.

## رویدادها
- پایان پادشاهی شاه تهماسب دوم صفوی.
- آغاز پادشاهی شاه عباس سوم صفوی.